# 贝恩德·凯泽
贝恩德·凯泽（德語：Bernd Kaiser，1951年4月11日—），德国男子赛艇运动员。他曾代表东德参加1978年世界赛艇锦标赛，获得男子八人单桨有舵手金牌。